# Anaïs Holly
Pas d'image ? Cliquez ici

b Matchs officiels uniquement.
Anaïs Holly est une joueuse internationale de rugby à XV canadienne née le 10 décembre 1992, évoluant au poste de demi d'ouverture.

## Biographie
Anaïs Holly naît le 10 décembre 1992. Avant de se mettre au rugby, elle pratique le football au poste de gardienne de but
En 2022 elle joue pour le club de Town of Mont-Royal à Toronto. Elle a déjà 16 sélections en équipe nationale quand elle est retenue en septembre 2022 pour disputer sous les couleurs de son pays la Coupe du monde de rugby à XV en Nouvelle-Zélande.